# Chantek
Chantek (12 de agosto de 1977 - 25 de agosto de 2017) fue un orangután macho con habilidades lingüísticas. Su nombre  procede del malayo cantik, que significa «adorable» o «bello».

## Biografía
Nació en 1977 en un centro de primates de Atlanta (Georgia). Fue trasladado a la Universidad de Tennessee en Chattanooga (UTC) cuando tenía 9 meses de vida y, entre 1978 y 1986, el orangután estuvo totalmente inmerso en un "entorno de signos", teniendo a seres humanos por compañeros y cuidadores, presentes todo el tiempo. Chantek fue criado como un niño, recibía sesiones diarias de signos con profesores y estudiantes que colaboraban en su cuidado diario, y, además, se le había enseñado a limpiarse y tenía que hacer tareas. Recibía un sueldo de arandelas de metal que le gustaba gastar en un restaurante de comida rápida y además le gustaba limpiar la zona donde dormía, dando a veces una mano en la cocina. Se le sacaba a jugar a los parques y lagos cercanos, y una montaña desde la que podía observar las alas deltas que pasaban por el cielo, cuando aún era muy joven.
Chantek aprendió varios cientos de signos de la lengua de signos americana, y también entendía  el inglés hablado. A Chantek se le acabó dando muy bien el uso y la comprensión de signos durante sus sesiones con sus profesores. Desarrolló estas habilidades en el mismo tiempo que lo hacen los niños, e incluso inventó algunos signos por su cuenta cuando encontraba objetos nuevos. Por ejemplo, se refería a la solución de las lentes de contacto como "ojo bebida", y también usaba adjetivos descriptivos con algunos nombres, como "pájaro rojo".
Los profesores de Chantek le dieron un gran número de oportunidades. Él hacía otra clase de juegos, al igual que los niños de la misma edad más o menos. Le gustaba que le hicieran cosquillas y lo persiguieran, y disfrutaba pintando y haciendo manualidades. Pero a medida que envejecía, se hizo demasiado grande para su hogar. Pero un día, fue acusado de agredir a una estudiante del campus de la universidad, por lo cual Chantek fue expulsado de esta, por ser una amenaza a la comunidad y por escaparse continuamente (ya que tenía la capacidad intelectual de usar herramientas humanas para romper cercas, abrir candados, etc.) y además cancelaron el proyecto de investigación de comunicación lingüística con animales. En consecuencia fue trasladado al centro de primates de Georgia (donde había nacido) estando allí durante 11 años, siendo prácticamente encarcelado y cayendo en una profunda depresión. Pero finalmente fue transferido a un hábitat especial que es parte del Zoo de Atlanta. Allí vivió Chantek en un entorno naturalista, con hierba y árboles a los que trepar, y más libertad; aunque sin los mismos privilegios que tenía cuando era joven.
Cuando recién había llegado Chantek creía que eran "perros" los demás orangutanes. Aunque con el tiempo se adaptó, continuó refiriéndose a sí mismo como "persona orangután" y a los otros orangutanes como "perros naranja".
Del mismo modo, continuó haciendo señales con regularidad al personal del zoo pero no con la misma fluidez con que lo hacía antes ya que perdió la práctica. También continuó recibiendo visitas de sus antiguos profesores.
Falleció el año 2017 en Atlanta.